# Боржиковка
Боржиковка (укр. Боржиківка) — посёлок, относится к Перевальскому району Луганской области Украины. Под контролем самопровозглашённой Луганской Народной Республики.

## География
К западу от населённого пункта проходит граница между Луганской и Донецкой областями, в Донецкой области находятся: село Новогригоровка и город Дебальцево к юго-западу, село Нижнее Лозовое к западу. В Луганской области соседствуют: село Вергулёвка, посёлки Вергулёвка и Комиссаровка на востоке, посёлок Депрерадовка на юго-юго-востоке, село Полевое на северо-северо-востоке.

## Население
Население по переписи 2001 года составляло 4 человека.

## Общие сведения
Почтовый индекс — 94325. Телефонный код — 6441. Занимает площадь 0,28 км². Код КОАТУУ — 4423656101.

## Местный совет
94325, Луганская обл., Перевальский р-н, пгт. Комиссаровка, кв. Молодёжный, 1